# Ритусамхара
«Ритусамха́ра» (IAST: Ṛtusaṃhāra; санскр. ऋतुसंहार; «Времена года») — лирическая поэма на санскрите, авторство которой приписывается индийскому поэту Калидасе.
Хотя это и самая ранняя поэма автора, уступающая остальным его произведениям в оригинальности и художественной силе, она тем не менее демонстрирует некоторые аспекты его таланта. Этот небольшой по объёму эпос состоит из шести глав, в каждой из которой содержится лирическое описание одного из индийских времён года. «Ритусамхара» является ярким образцом литературы подобного рода.